# Andreaea fragilis
Andreaea fragilis là một loài rêu trong họ Andreaeaceae. Loài này được Müll. Hal. mô tả khoa học đầu tiên năm 1879.